# Ale contro tutti
Ale contro tutti è stato un programma televisivo italiano di genere cooking show condotto da Alessandro Borghese, andato in onda dal 19 ottobre  al 17 dicembre 2012, dal lunedì al venerdì, sul canale televisivo satellitare Sky Uno sulla piattaforma Sky.

## Produzione
(Introduzione della trasmissione)
Il programma prevedeva una sfida culinaria allo chef Borghese, da parte di una famiglia, nella preparazione di un piatto scelto dalla famiglia stessa. Le due versioni del piatto venivano poi sottoposte ad una giuria (che non sa chi ha cucinato l'uno e chi l'altro), composta generalmente da tre persone (di tre famiglie diverse, scelte tra gli abbonati a Sky), di solito due adulti (uomo e donna) ed un bambino.
Nei casi in cui è stato lo chef a vincere la sfida, la famiglia perdente lo ha dovuto "incoronare" con il cappello da cuoco. Nel caso che invece a vincere fosse stata la famiglia, Borghese, oltre ad "incoronarli", ha consegnato loro un "diploma" in cui ammette la propria sconfitta. Nella trasmissione sono stati presenti, come avviene in altri reality dello stesso genere (ad esempio MasterChef Italia, in onda sugli stessi canali, con medesimo regista e produzione), degli brevi spezzoni fuori campo tipo "confessionale", dove Ale o i componenti della famiglia danno dei ragguagli su cosa stanno pensando.
Caratteristica della trasmissione è stata la musica scelta dalla famiglia e da Ale, che cambia ad ogni puntata, anche se nel caso del conduttore la costante musicale è il genere rock: i telespettatori sono stati invitati ad indovinare la musica che sarà scelta da Ale nella puntata successiva, inviando un messaggio sulla pagina Facebook di Sky Uno.
Dal 28 ottobre 2012 il canale gratuito Cielo trasmette le repliche in chiaro del programma.
Nelle 40 puntate della prima (e finora unica) edizione, Alessandro Borghese è stato battuto dalle famiglie (ed ha quindi consegnato il diploma) per 12 volte. Le restanti 28 volte è stato invece Alessandro Borghese a battere la famiglia. In percentuale, le proporzioni vittoria di Ale / vittoria della famiglia sono state quindi pari a 70% / 30%.

## Puntate
(in verde le puntate vinte dalle famiglie, in rosso quelle vinte da Ale; i titoli delle ricette e i brani sono presentati con la stessa dicitura del programma)
| Puntata     | Data 1ª messa in onda (Sky Uno) | Sfidanti              | Piatto della sfida                      | Vincitore           | Canzone scelta dalla famiglia                         | Canzone scelta da Ale                                        |
| ----------- | ------------------------------- | --------------------- | --------------------------------------- | ------------------- | ----------------------------------------------------- | ------------------------------------------------------------ |
| 1           | Venerdì 19 ottobre 2012         | Famiglia Dogan        | Foglie di Vite Ripiene                  | Alessandro Borghese | Ya Ar - Divane                                        | T. Rex - Get it on                                           |
| 2           | Lunedì 22 ottobre 2012          | Famiglia Daniel       | Risi e bisi                             | Alessandro Borghese | Jovanotti - Il più grande spettacolo dopo il Big Bang | The Black Eyed Peas - I Gotta Feeling                        |
| 3           | Martedì 23 ottobre 2012         | Famiglia D'Elia       | Parmigiana di melanzane                 | Famiglia D'Elia     | Gainsbourg - Cha, cha, cha du loup                    | Guns N' Roses - Paradise City                                |
| 4           | Mercoledì 24 ottobre 2012       | Famiglia Calza        | Tagliatelle al ragù di faraona          | Alessandro Borghese | Biagio Antonacci - Pazzo di lei                       | Green Day - American idiot                                   |
| 5           | Giovedì 25 ottobre 2012         | Famiglia Pronti       | Passatelli al ragù bianco               | Alessandro Borghese | Queen - Don't Stop Me Now                             | The Killers - Somebody Told Me                               |
| 6           | Venerdì 26 ottobre 2012         | Famiglia Foti         | Caponatina                              | Famiglia Foti       | Michael Bublé - Love                                  | Waines - Let me be                                           |
| 7           | Lunedì 29 ottobre 2012          | Famiglia Brandi       | Pizzoccheri alternativi                 | Alessandro Borghese | Antonello Venditti - Ricordati di me                  | Vasco Rossi - La combriccola del Blasco                      |
| 8           | Martedì 30 ottobre 2012         | Famiglia Huyn         | Involtini vietnamiti                    | Alessandro Borghese | Nhu Quynh - Con duong xua em di                       | David Bowie - Starman                                        |
| 9           | Mercoledì 31 ottobre 2012       | Famiglia Borroni      | Scaloppine all'uva                      | Alessandro Borghese | Biagio Antonacci - Non vivo più senza te              | KC & the Sunshine Band - I'm your boogie man                 |
| 10          | Giovedì 1º novembre 2012        | Famiglia Chiomento    | Tagliatelle salsiccia e pomodoro        | Famiglia Chiomento  | Raffaella Carrà - Tanti auguri                        | Train - Save me, San Francisco                               |
| 11          | Venerdì 2 novembre 2012         | Famiglia Fichera      | Baccalà alla messinese                  | Alessandro Borghese | Coldplay Ft Buena Vista Social Club - Clocks          | An Emotional Fish - Celebrate                                |
| 12          | Lunedì 5 novembre 2012          | Famiglia Gaddoni      | Napoleoni                               | Alessandro Borghese | Little Tony - Bada bambina                            | The Supremes - Baby love                                     |
| 13          | Martedì 6 novembre 2012         | Famiglia Masera       | Raviolini dolci                         | Alessandro Borghese | Mab - Doctor noise                                    | Queens of the Stone Age - No One Knows                       |
| 14          | Mercoledì 7 novembre 2012       | Famiglia Lioi         | Tagliatelle alla strombolana            | Alessandro Borghese | Guns N' Roses - Welcome to the Jungle                 | Motley Crue - Doctor feelgood                                |
| 15          | Giovedì 8 novembre 2012         | Famiglia Perandin     | Bis di quaglie                          | Famiglia Perandin   | Nanni Svampa - L'uselin de la comare                  | Them Crooked Vultures - New Fang                             |
| 16          | Venerdì 9 novembre 2012         | Famiglia Nicolini     | Risotto «Tocco di classe»               | Alessandro Borghese | Edoardo Bennato - Il gatto e la volpe                 | Tina Turner - Simply the best                                |
| 17          | Lunedì 12 novembre 2012         | Famiglia Tagliento    | Orecchiette della nonna                 | Alessandro Borghese | Michel Telò - Ai se eu te pego                        | The Black Keys - Lonely Boy                                  |
| 18          | Martedì 13 novembre 2012        | Famiglia Capraro      | Delizia di triglie                      | Famiglia Capraro    | Vasco Rossi - Voglio andare al mare                   | Daft Punk - Around the world                                 |
| 19          | Mercoledì 14 novembre 2012      | Famiglia Petroni      | Polpette al sugo                        | Alessandro Borghese | AC DC - Thunderstruck                                 | AC DC - It's a long way to the top if ya wanna rock and roll |
| 20          | Giovedì 15 novembre 2012        | Famiglia Bayoro       | Attieke poisson à la braise             | Famiglia Bayoro     | JC Pluriel - L'année de mon année                     | Isley brother - Shout                                        |
| 21          | Venerdì 16 novembre 2012        | Famiglia Inguanta     | Sarde a beccafico                       | Alessandro Borghese | Gianna Nannini - Sei nell'anima                       | Jamiroquai - Just dance                                      |
| 22          | Lunedì 19 novembre 2012         | Famiglia Garanzini    | Cestino di pasta frolla e bagna cauda   | Famiglia Garanzini  | Jethro Tull - Aqualung                                | Magic Slim - I'm a bluesman                                  |
| 23          | Martedì 20 novembre 2012        | Famiglia Pozzetto     | Filetti di branzino al forno            | Alessandro Borghese | Giorgia - Tu mi porti su                              | Jace Everett - Bad Things                                    |
| 24          | Mercoledì 21 novembre 2012      | Famiglia Lombardo     | Risotto con dadolata di melanzane       | Alessandro Borghese | Eugenio Bennato - Che il Mediterraneo sia             | INXS - Suicide blonde                                        |
| 25          | Giovedì 22 novembre 2012        | Famiglia Dursi        | Secondo di mare con platano alla cubana | Famiglia Dursi      | Ben Harper - With my own two hands                    | The Beach Boys - California Girls                            |
| 26          | Venerdì 23 novembre 2012        | Famiglia Sannio       | Gnocchi al nero di seppia               | Alessandro Borghese | Toto - Mushanga                                       | Black Sabbath - Paranoid                                     |
| 27          | Lunedì 26 novembre 2012         | Famiglia Iavarone     | Peperoni imbottiti e bracioline         | Alessandro Borghese | Giuseppe Turco/Luigi Denza - Funiculì funiculà        | Katrina & The Waves - Walking On Sunshine                    |
| 28          | Martedì 27 novembre 2012        | Famiglia Caliò        | Zuppa di pesce alla Toscana             | Alessandro Borghese | Madonna - Turn Up the Radio                           | Metallica - Enter Sandman                                    |
| 29          | Mercoledì 28 novembre 2012      | Famiglia Lomi         | Yakiudon ebi chili                      | Alessandro Borghese | Thievery Corporation - The richest man in Babylon     | Kings of Leon - Sex on Fire                                  |
| 30          | Giovedì 29 novembre 2012        | Famiglia Zingales Ali | Arrosto con contorno di ravioli         | Alessandro Borghese | Claudio Baglioni - Mille giorni di te e di me         | The Fratellis - Chelsea Dagger                               |
| 31          | Venerdì 30 novembre 2012        | Famiglia Di Natale    | Bis di gamberi e calamari               | Alessandro Borghese | Raphael Gualazzi - Reality and Fantasy                | Rolling Stones - Sympathy for the Devil                      |
| 32          | Lunedì 3 dicembre 2012          | Famiglia Lugli        | Involtini di pollo                      | Famiglia Lugli      | Bran Van 3000 - Drinking in LA                        | Propellerheads feat. Miss Shirley Bassey - History Repeating |
| 33          | Martedì 4 dicembre 2012         | Famiglia Di Viesti    | Fregola con vongole e bottarga          | Famiglia Di Viesti  | Ligabue - Urlando contro il cielo                     | Holy Ghost - Superman                                        |
| 34          | Mercoledì 5 dicembre 2012       | Famiglia Locatelli    | Brownies al cioccolato                  | Alessandro Borghese | Mina - Se telefonando                                 | Tom Jones - Black Betty                                      |
| 35          | Giovedì 6 dicembre 2012         | Famiglia Barluzzi     | Tris di fritti                          | Famiglia Barluzzi   | Mina - Ma che bontà                                   | Depeche Mode - Enjoy the Silence                             |
| 36          | Lunedì 10 dicembre 2012         | Famiglia Savini       | Lasagne al ragù di pesce                | Alessandro Borghese | Secondo Casadei - Romagna mia                         | Foo Fighters - These days.                                   |
| 37          | Martedì 11 dicembre 2012        | Famiglia Quercia      | Hamburger mediterraneo                  | Famiglia Quercia    | Billy Joel - New York state of mind                   | Earth wind and fire - Boogie wonderland                      |
| 38          | Mercoledì 12 dicembre 2012      | Famiglia De Stefani   | Bignè della nonna                       | Alessandro Borghese | Righteous Brothers - Unchained Melody                 | The Hives - Tick Tick Boom                                   |
| 39          | Giovedì 13 dicembre 2012        | Famiglia Romano       | Trittico di infilatielli                | Alessandro Borghese | Zucchero Fornaciari - Il grande Baboomba              | Blues Brothers - Everybody needs somebody                    |
| 40 (ULTIMA) | Lunedì 17 dicembre 2012         | Famiglia Traggiai     | Lombata di coniglio                     | Alessandro Borghese | Nirvana - Smells like teen spirits                    | Slash - Ghost                                                |